# Beuzeville-la-Grenier
Beuzeville-la-Grenier là một xã thuộc tỉnh Seine-Maritime trong vùng Normandie miền bắc nước Pháp.

## Huy hiệu
| Arms of Beuzeville-la-Grenier | The arms of Beuzeville-la-Grenier are blazoned: Vert, a tower argent overall 2 leopards gules. |

## Dân số
| Năm | 1962 | 1968 | 1975 | 1982 | 1990 | 1999 | 2006 |
| --- | ---- | ---- | ---- | ---- | ---- | ---- | ---- |
| Dân số | 753  | 773  | 704  | 868  | 1014 | 1035 | 1038 |
| From the year 1962 on: No double counting—residents of multiple communes (e.g. students and military personnel) are counted only once. |      |      |      |      |      |      |      |